# Confederação Pan-Americana de Futebol de Salão
A CPFS - Confederação Pan-Americana de Futebol de Salão,  ou simplesmente PANAFUTSAL, é uma entidade internacional de futebol de salão, criada em 1990, por membros da FIFUSA que não aceitaram filiar-se a FIFA.
Atualmente é filiada à Associação Mundial de Futsal (AMF), com quem organiza campeonatos pan-americanos de futebol de salão entre clubes. 

## História
A PANAFUTSAL foi fundada no dia 25 de setembro de 1990, em Bogotá, por dirigentes das federações de futebol de salão de Paraguai, Colombia, México, Uruguai, Argentina, Venezuela, Costa Rica, Porto Rico e Bolivia.
Ao longo da década de 1990, a PANAFUTSAL manteve-se a margem da FIFA, organizando o Campeonato Pan-Americano de Futebol de Salão e o Campeonato Mundial de Futebol de Salão da FIFUSA. Com dificuldades para conseguir filiados, a PANAFUTSAL extinguiu estes dois campeonatos a nível de seleções nacionais, que foram os seus eventos mais importante do futebol de salão. 
Em 2000, a PANAFUTSAL chegou a firmar uma carta de intenções com a FIFA, em busca de uma fusão com a mesma. No entanto, o acordo não prosperou. Naquele mesmo ano, o Comitê Olímpico Internacional reconheceu oficialmente a FIFA como única entidade para promover campeonatos de futsal, ignorando a existência do futebol de salão.
A PANAFUTSAL marginalizada como a FIFUSA e para não ter que paralisar suas atividades como a FIFUSA; a única solução era alcançar o âmbito mundial, então seus membros idealizaram a criação da Associação Mundial de Futsal (AMF), com quem é filiada.

## Competições organizadas pelaPANAFUTSAL
- Mundiais de seleções.[3]

| Ano  | Sede      | Campeão   | Vice-campeão |
| ---- | --------- | --------- | ------------ |
| 1991 | Itália    | Portugal  | Paraguai     |
| 1994 | Argentina | Argentina | Colômbia     |
| 1997 | México    | Venezuela | Uruguai      |
| 2000 | Bolívia   | Colômbia  | Bolívia      |

- Pan-Americanos de seleções.[3]

| Ano  | Sede     | Campeão   | Vice-campeão |
| ---- | -------- | --------- | ------------ |
| 1990 | Bogotá   | Colômbia  | Paraguai     |
| 1993 | La Paz   | Colômbia  | Bolívia      |
| 1996 | Bogotá   | Venezuela | Colômbia     |
| 1999 | Assunção | Paraguai  | Venezuela    |

## Competição organizada pelaPANAFUTSAL / AMF
- Pan-Americanos de clubes.

| Ano           | Sede                                     | Campeão                                        |
| ------------- | ---------------------------------------- | ---------------------------------------------- |
| I 2000        | Quito Equador                            | Rubio Ñu Paraguai                              |
| II 2001       | Asunción Paraguai                        | Rubio Ñu Paraguai                              |
| III 2002      | Mercedes Argentina                       | Rubio Ñu Paraguai                              |
| IV 2003       | Posadas Argentina · Encarnación Paraguai | Rubio Ñu Paraguai                              |
| V 2004        | Junín, Mendoza Argentina                 | Universidad (Rosario) Argentina                |
| VI 2005       | Pando Uruguai                            | Simón Bolivar (Asunción) Paraguai              |
| VII 2006      | Santa Cruz de la Sierra Bolívia          | CRE Bolívia                                    |
| VIII 2007     | Comodoro Rivadavia Argentina             | Casino Club Comodoro Rivadavia Argentina       |
| IX 2008-2009  | Caaguazú Paraguai                        | Gomeria Los Amigos Encarnación Paraguai        |
| X 2009-2010   | Luján de Cuyo, Mendoza Argentina         | Pesquera Juancito Mar del Plata Argentina      |
| XI 2010-2011  | Cerro Largo Uruguai                      | Sportivo José Meza Ñemby Paraguai              |
| XII 2011-2012 | Asunción Paraguai                        | UNASUR - universidad autónoma del Sur Paraguai |